# Тезджан, Кадри Эджвет
Кадри Эджвет Тезджан (тур. Kadri Ecvet Tezcan; род. 16 июня 1949, Стамбул) — турецкий дипломат, Чрезвычайный и полномочный посол Турции в Азербайджане (1998—2001), Польше (01.02.2005 — 15.03.2008) и Австрии (2009—2011), постоянный представитель Турции в Организации экономического сотрудничества и развития.

## Биография
Кадри Эджвет Тезджан родился 16 июня 1949 г в Стамбуле. Окончив Галатасарайский лицей в 1968 г, продолжил образование на кафедре делового администрирования экономического факультета Стамбульского университета. Cвободно владеет французским и английским языками. Женат и имеет двоих детей.

## Карьера

### Места работы[7]
- 1973—1974 — Министерство иностранных дел Турции, Анкара, Департамент консульских дел, кандидат на дипломатическую службу, третий секретарь.
- 1975—1976 — Второй секретарь Главного управления культуры Министерства иностранных дел.
- 1976—1980 — Второй затем первый секретарь посольства Турции в Варшаве
- 1980—1982 — Начальник отдела стратегических исследований и разоружения Министерства иностранных дел Турции
- 1982—1983 — Начальник отдела Департамента Ближнего Востока и Африки Министерства иностранных дел
- 1983—1987 — Первый секретарь и советник посольства Турции в Будапеште
- 1987—1989 — начальник отдела Департамента стран Азии, Африки и Латинской Америки Министерства иностранных дел
- 1989—1993 — генеральный консул в Гамбурге
- 1993—1994 — начальник Управления экономических связей со странами Ближнего Востока и Магриба Министерства иностранных дел
- 1994—1995 — начальник отдела Департамента разведки и исследований Министерства иностранных дел
- 1995—1998 — Заместитель генерального директора Главного управления разведки и исследований Министерства иностранных дел
- В 1998 году был назначен Чрезвычайным и полномочным послом Турции в Азербайджане[8] и занимал эту должность до 2001 года.[9][1][10][11]
- 2001—2003 — МИД Турции Анкара, член Инспекционного совета послов
- 2003—2005 — посол и генеральный директор Главного управления разведки и исследований Министерства иностранных дел
- 2005—2008 — посол Турции в Польше[3]
- 2008—2009 — советник и посол по общим политическим вопросам в Министерстве иностранных дел.
- 2009—2011 — посол Турции в Австрии
- 25 октября 2011 г назначен постоянным представителем при ОЭСР в Париже и занимал эту должность до 15 ноября 2013 г.[6]